# Porcupine (fiume)
Il fiume Porcupine è un corso d'acqua che nasce nella catena montuosa Nahoni, nello Yukon (Canada) e scorre entrando in Alaska per confluire presso Fort Yukon nel fiume Yukon.
Le sue sorgenti sono nelle Ogilvie Mountains, a nord di Dawson City, esso precede verso nord, quindi vira in direzione sud-ovest, attraversa la comunità di Old Crow nello Yukon per poi entrare in Alaska e sfociare nel fiume Yukon.
Una sottospecie di caribù, ora presente solo nella riserva Arctic National Wildlife Refuge (ANWR), prende il nome dal fiume.
La più antica (ma controversa) possibile evidenza di insediamenti umani nel Nordamerica venne individuata in una grotta di uno dei tributari del Porcupine, il Bluefish River, ove fu rinvenuto un gran numero di ossa animali modificate apparentemente da esseri umani. Essi sono stati datati, con il metodo del carbonio-14, ad un periodo intercorrente fra i 25.000 ed i 40.000 anni fa, cioè parecchie migliaia di anni prima del periodo generalmente accettato per i primi insediamenti umani nel Nordamerica.

## Affluenti
Gli affluenti principali del Porcupine sono:
- alla sinistra orografica: 
  - Cody Creek,
  - Bluefish River,
  - Black River,
  - Grass River,
  - Sucker River
- alla destra orografica: 
  - Whitestone River,
  - Bell River,
  - Driftwood River,
  - Old Crow River,
  - Coleen River,
  - Sheenjek River